# Jean-Jacques Régnier
Pour les articles homonymes, voir Régnier.
 (novembre 2022).
Si vous disposez d'ouvrages ou d'articles de référence ou si vous connaissez des sites web de qualité traitant du thème abordé ici, merci de compléter l'article en donnant les références utiles à sa vérifiabilité et en les liant à la section « Notes et références ».
Jean-Jacques Régnier, né le 26 septembre 1945 à Meknès et mort le 26 novembre 2022 à Aix-en-Provence, est un nouvelliste et essayiste français de science-fiction.
Il débute dans la revue québécoise imagine… en 1994, puis publie dans d'autres supports, dont Galaxies, Fiction (magazine) (nouvelle série), Yellow Submarine et diverses anthologies.
Avec Mireille Meyer, sa femme, il organise en 2013 la 42e Convention nationale française de science-fiction à Aubenas.
Membre actif du groupe Remparts, il fut durant une vingtaine d'années le rédacteur en chef de son bulletin.

## Edition
- T'as le bonjour d'Ernest, Blogger de Loire 2024[2] Version papier,  (ISBN 9782494684171) / Version numérique,  (ISBN 9782494684188). Recueil regroupant deux nouvelles : Ernest et les Cas métaphysiques et Charge utile.
- Voyages en uchronie & ailleurs, Blogger de Loire, 2024,  (ISBN 978-2-494684-09-6 et 978-2-494684-10-2)[3]

## Nouvelles
- Bug, Galaxies (15), décembre 1999[4]
- Ernest et les cas métaphysiques, Yellow Submarine (131), novembre 2002[5]
- Ders des ders in Passés recomposés, Aix, Nestiveqnen, septembre 2003[6]
- Force de vente, Yellow Submarine (132), septembre 2004[7]
- Charge utile, Fiction (1), mars 2005[8]
- Le Facteur, Solaris (155), été 2005[9]
- Les Grands hommes, in Mémoires millénaires, mai 2006[10]
- Dis Grand-mère (sur un thème imposé), Géante Rouge (5), août 2006[11]
- Immortels, Galaxies (41 hors-série), printemps 2009[12]
- Menuetto da capo al fine, imagine… (70), décembre 1994 ; rééd. Fiction, (2), septembre 2005 ; rééd. Dimension Renaissance et temps modernes, Rivière blanche, 2017.2017[13]
- Reno, peintre des villes avec Mireille Meyer et André-François Ruaud, Le Novelliste no 3, Flatland, décembre 2019[14]
- Où sont passés nos futurs ?, Anthologie Dimensions Uchronies 2, Rivière Blanche (81), mai 2019
- Retraite à Saint-Amédée, Religions d'ailleurs et demain, Arkuiris, septembre 2020[15]
- Bergerac 2021, Galaxies no 75 bis, 2022 février 2022[16]

## Théâtre
- Nul n'est censé ignorer le chat, prix Aristophane[17] 2018 de la pièce de théâtre de science-fiction en langue française (parution : Géante rouge no 26, cahier D: théâtre)

## Essais
- L'Histoire, un cas particulier de la science-fiction in Cycnos, (22, 1), novembre 2006 : La science-fiction dans l'histoire, l'histoire dans la science-fiction[18]
- En être ou pas in Fiction, (11), automne 2010
- Littérature générale de science-fiction ? in Fiction, (14), printemps 2012
- Un zest d'incongru, une touche de réflexion, un trait d'humour (éditions Blogger de Loire, 2025)[19],[20]